# Сам и…
«Сам и…» — третий студийный альбом российского рэп-исполнителя Guf. 1 ноября 2012 года выложен для свободного скачивания на портале Rap.Ru, незадолго до приуроченной к выходу автограф-сессии, где можно было приобрести CD с копиями материала.
Рэпер включил в свою пластинку 23 песни, включая один скит с двухлетним сыном Сами. На альбоме чуть меньше половины гостевых участий.

## Общая информация
- В некоторых треках рэпер обыгрывает распространённый интернет-мем «Гуф умер».
- В трёх песнях с семью гостевыми куплетами выступают семь MC из челябинской группы «ОУ74» — фавориты Гуфа в рэпе[2].
- Со дня релиза можно прослушать онлайн как на Rap.Ru, так и на сайте ТО «Газгольдер»[3].
- В поддержку альбома снято три клипа: на песни «На пол», «Сегодня-завтра» и «Гуф умер». Все три клипа были опубликованы до выхода «Сам и…»
- В версии альбома, продаваемой на iTunes Store, отсутствует «Хобби», однако заменой послужил трек «Автолюбитель», которого нет на CD.

## Список композиций
| №   | Название                                 | Текст песни                   | Музыка           | Длительность |
| --- | ---------------------------------------- | ----------------------------- | ---------------- | ------------ |
| 1.  | «Вход»                                   | Guf                           | ЭфдиВадим        | 1:51         |
| 2.  | «Хобби»                                  | Guf                           | ЭфдиВадим        | 3:27         |
| 3.  | «Спокоен» (уч. «ОУ74»)                   | Guf, Лёша Прио, Казян, Плкмнт | Лёша Прио        | 4:22         |
| 4.  | «На пол»                                 | Guf                           | Reliz Beats      | 2:39         |
| 5.  | «Сегодня-завтра»                         | Guf                           | ЭфдиВадим        | 4:54         |
| 6.  | «Наш почерк» (уч. Смоки Мо)              | Guf, Смоки Мо                 | ЭфдиВадим        | 3:30         |
| 7.  | «Распорядок дня»                         | Guf                           | Лион, BestSeller | 3:52         |
| 8.  | «Бессонница» (уч. Murovei)               | Guf, Murovei                  | Murovei          | 3:53         |
| 9.  | «Баллада»                                | Guf                           | Смоки Мо         | 3:28         |
| 10. | «Мои демоны» (уч. Princip, 5 Плюх, Архi) | Guf, Архi, Princip, 5 Плюх    | ЭфдиВадим        | 3:23         |
| 11. | «Гуф умер» (уч. Баста)                   | Guf, Баста                    | Баста            | 3:03         |
| 12. | «Ремесло» (уч. «ОУ74»)                   | Guf, Manky Monk, Plastik      | Plastik          | 2:53         |
| 13. | «Фанзона»                                | Guf                           | Miko             | 3:31         |
| 14. | «Скит с Сэмом»                           | Сами                          | Miko             | 0:36         |
| 15. | «Новенький»                              | Guf                           | Miko             | 3:19         |
| 16. | «ПНП» (уч. «ТГК»)                        | Guf, Ingushit, Jahmal, Vibe   | DJ Puza          | 4:21         |
| 17. | «Начало конца»                           | Guf                           | ЭфдиВадим        | 4:09         |
| 18. | «О лени» (уч. «ОУ74»)                    | Guf, Фаст, Pastor Napas       | ЭфдиВадим        | 4:21         |
| 19. | «Письмо домой»                           | Guf                           | ЭфдиВадим        | 4:38         |
| 20. | «Скажи» (уч. «TAHDEM Foundation»)        | Guf, Slamo, Мафон             | ЭфдиВадим        | 3:34         |
| 21. | «Дно»                                    | Guf                           | ЭфдиВадим        | 3:10         |
| 22. | «Наугад»                                 | Guf                           | DJ Shved         | 3:17         |
| 23. | «Выход»                                  | Guf                           | Miko             | 3:20         |

| №   | Название                                 | Текст песни                         | Музыка              | Длительность |
| --- | ---------------------------------------- | ----------------------------------- | ------------------- | ------------ |
| 1.  | «Вход»                                   | Guf                                 | ЭфдиВадим           | 1:52         |
| 2.  | «Спокоен» (уч. «ОУ74»)                   | Guf, Лёша Прио, Казян, Пастор Напас | Лёша Прио           | 4:21         |
| 3.  | «На пол»                                 | Guf                                 | Борода              | 2:38         |
| 4.  | «Сегодня-завтра»                         | Guf                                 | ЭфдиВадим           | 4:53         |
| 5.  | «Наш почерк» (уч. Смоки Мо)              | Guf, Смоки Мо                       | ЭфдиВадим           | 3:30         |
| 6.  | «Распорядок дня»                         | Guf                                 | Лион, BestSeller    | 3:52         |
| 7.  | «Бессонница» (уч. Murovei)               | Guf, Murovei                        | Murovei             | 3:53         |
| 8.  | «Баллада»                                | Guf                                 | Смоки Мо            | 3:27         |
| 9.  | «Мои демоны» (уч. Princip, 5 Плюх, Архi) | Guf, Архi, Princip, 5 Плюх          | ЭфдиВадим           | 3:22         |
| 10. | «Гуф умер» (уч. Баста)                   | Guf, Баста                          | Баста               | 3:03         |
| 11. | «Ремесло» (уч. «ОУ74»)                   | Guf, Манки Монк, Plastik            | Plastik             | 2:53         |
| 12. | «Фанзона»                                | Guf                                 | Miko                | 3:30         |
| 13. | «Скит с Сэмом»                           | Сами                                | Miko                | 0:35         |
| 14. | «Новенький»                              | Guf                                 | Miko                | 3:18         |
| 15. | «ПНП» (уч. «TGK»)                        | Guf, Ingushit, Jahmal, Vibe         | DJ Puza             | 4:20         |
| 16. | «Начало конца»                           | Guf                                 | ЭфдиВадим           | 4:08         |
| 17. | «О лени» (уч. «ОУ74»)                    | Guf, Фаст, Pastor Napas             | ЭфдиВадим           | 4:21         |
| 18. | «Письмо домой»                           | Guf                                 | ЭфдиВадим           | 4:37         |
| 19. | «Скажи» (уч. «TAHDEM Foundation»)        | Guf, Slamo, Мафон                   | ЭфдиВадим           | 3:33         |
| 20. | «Дно»                                    | Guf                                 | ЭфдиВадим           | 3:09         |
| 21. | «Наугад»                                 | Guf                                 | DJ Shved & Shevalin | 3:17         |
| 22. | «Выход»                                  | Guf                                 | Miko                | 3:19         |
| 23. | «Автолюбитель» (бонус)                   | Guf                                 | DJ Puza             | 4:33         |

## Название
Название этого альбома, как и предыдущих сольных работ («Город Дорог» и «Дома»), двусмысленно. Сами — так зовут сына рэпера. Возможно, и из-за того, что Гуф самостоятельно выпустил альбом без поддержки ТО «Gazgolder». Также ввиду немалого количества гостевого участия можно расшифровать как сам и те, с кем Долматов Алексей на пластинке вместе исполняет композиции.

## Рецензии
Как долго можно поддерживать интригу, сочиняя песни про самого себя? Перед выпуском "Сам и" мне лично казалось, что осталось недолго: "чайный" совместный альбом с Бастой быстро наскучил, а фиты вроде того что на альбоме Триагрутрики, вымученные "200 строк" или "раз-два, борода" с Obe 1 Kanobe, уж тем более не добавляли оптимизма. Люди не уставали шутить про "Гуф умер", ну и многие соглашались, что в творческом смысле все к тому идет. Самые сильные эмоции получаются тогда, когда их особо не ждешь.
— из рецензии Андрея Никитина, Rap.Ru.
В итоге у нас есть ещё один «проходной альбом» от Гуфа и ещё один повод подискутировать на тему: в чём же феномен этого рэпера, почему же он так популярен и востребован. Но это уже разговор другого формата.
— пишут в рецензии на ProRap.Ru.
«Сам И», названный в честь сына музыканта, представляет собой подробный отчет о буднях Гуфа, которые никак не назовешь захватывающими: семья, друзья, сын, твиттер, машина, рэп, нехитрая житейская философия, нелегкие отношения с легкими наркотиками (последнего, как водится, больше всего) — вот, в общем-то, и все.
— рецензия Александра Горбачёва (Журнал «Афиша»)
Стало заметно, что тем для песен у Гуфа стало чуть меньше — то ведь, как мы помним, была жизнь в Китае, тюрьма, наркотический угар и прочий беспредел, жизнь на кромке смерти, нежданно обрушившаяся слава — а потом всё это сменила более-менее устоявшаяся жизнь селебрити, обзаведшегося семьёй.

Там, в первых записях, за каждым новым поворотом маячила трагедия — а тут она миновала, о ней можно говорить только в режиме воспоминания.
— из рецензии З. Прилепина на сайте «Русской жизни». (недоступная ссылка)
Ранее Гуф освещал совсем другие вещи — он был простым парнем и все ещё пытался доказать это на альбоме «Дома»: «я шёл на площадку, когда было жарко, если начиналась гроза, я прятался в арке». Вроде строчка ни о чём, но она позволяет слушателю соотнести себя с автором, будто нарочито примитивная (на самом деле очень сложная) техника ранних работ Шагала, уменьшающая дистанцию между художником и зрителем, когда последний вполне может подумать: «А что, неплохо, и ведь и я мог бы нарисовать что-то подобное». В отличие от строчек вроде «мой третий сольный альбом, классно, вы не поверите…», которые, правда, уже не получается сравнить, например, со сложнейшей и внешне, и на деле техникой какого-нибудь известного или не очень живописца.
— замечают в «не рецензии» на porno-rap.com.
Смертный грех, названный на латыни «acedia», переводится на русский двумя, казалось бы, антонимами – «уныние» и «праздность». Очевидно, это две стороны одного и того же. Неизбывно-тоскливые песни Гуфа суть следствие его как бы веселых песен, где он смакует свою как бы свободу, вершина которой – отсутствие распорядка дня и подъем в семь вечера (да и он дается рэперу с трудом). Имея такую (счастливую?) возможность, Гуф словно ставит над собой эксперимент тотальной праздности. «Главное, самому себе я останусь верен. Направо и налево бросаю драгоценное время». Из его эксперимента офисные «рабы» могут сделать полезный вывод: мечтать о такой «свободе» нечего.
— пишет Сергей Рязанов в рецензии на «Свободной прессе»

## Принимали участие
| - «ОУ74» - Лёша Прио - Казян - Плкмнт - Манки Монк - Plastik - Фаст - Pastor Napas - Смоки Мо - Murovei - Princip | - 5 Плюх - Архi - Баста - «ТГК» - Ingushit - Jahmal - Vibe - «ТАНDEM Foundation» - Slamo - Мафон |

## Участники записи
| - Слова: Guf (1-13, 15-23), «ОУ74» (3, 12, 18), Смоки Мо (6), Murovei (8), Princip (10), 5 Плюх (10), Архi (10), Баста (11), «ТГК» (16), «ТАНDEM Foundation» (20) | - Музыка: ЭфдиВадим (1, 2, 5, 6, 10, 17-21), Лёша Прио (3), Reliz Beats (4), Лион & Bestseller (7), Муровей (8), Смоки Мо (9), Баста (11), Plastik (12), Miko (13-15, 23), DJ Puza (16), DJ Shved, Shevalin (22) - Скретч: DJ Cave (12, 23), Chinmachine (17), DJ Shved (22) - Сведение: Борода - Мастеринг: Tengiz - Оформление: Anton Nikolaev |